# Alexeter luteifrons
Alexeter luteifrons là một loài tò vò trong họ Ichneumonidae.